# 孙承运
孙承运（1689年—1719年），清朝遼寧廣寧人，漢軍正白旗，清朝额驸。孫得功之孙，孫思克之子。
孙承运之母計氏為敖漢固倫公主（皇太極長女）之女。幼年由，觐见康熙帝时，许以公主。康熙三十九年（1700年）孫思克去世，孙承运袭封一等男兼一雲騎尉（一等阿思哈尼哈番兼拖沙喇哈番）。孙承运任散秩大臣。
康熙四十五年（1706年），康熙帝女和硕悫靖公主嫁与孙承运。康熙五十八年（1719年）五月，孙承运因病逝世，年三十一，其弟孫承恩襲爵。乾隆元年（1736年）和硕悫靖公主去世。